# Sudre Dartiguenave

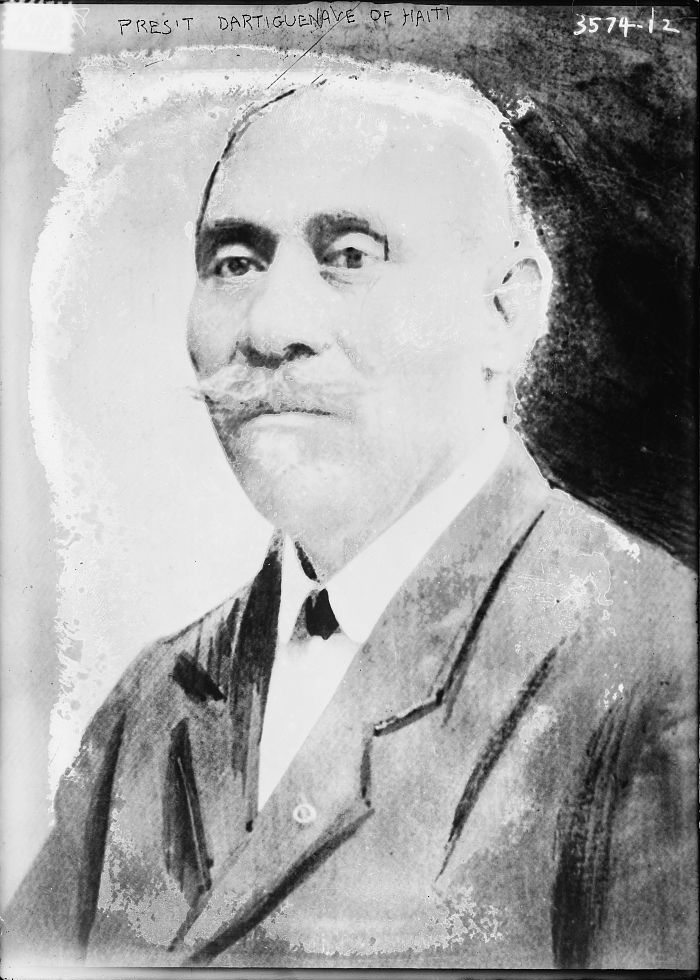
Philippe Sudré Dartiguenave

Philippe Sudre Dartiguenave, född 4 juni 1863 Anse-à-Veau, död 7 augusti 1926 Anse-à-Veau, president på Haiti 12 augusto 1915-15 maj 1922.